# Up Where We Belong
«Up Where We Belong» — песня, написанная Джеком Ницше, Баффи Сент-Мари и Уиллом Дженнингсом, и исполненная Джо Кокером и Дженнифер Уорнс в качестве финальной песни к фильму 1982 года «Офицер и джентльмен».

## Использование в фильме
Ричард Гир отказался от съёмки финальной сцены фильма, в которой Зак появляется на фабрике, где работает Пола, в белой офицерской форме и уносит её оттуда на руках. Он считал, что эта сцена не сработает, так как она чересчур сентиментальна. Режиссёр Тэйлор Хэкворд был согласен с Гиром до тех пор, пока во время репетиции люди, играющие работников фабрики, не начали аплодировать и плакать. Когда Гир увидел эту сцену позже с уже наложенной музыкой, он заявил что это заставило его вздрогнуть. Сейчас Гир убеждён, что Хэкворд сделал правильный выбор.
Продюсер Дон Симпсон безуспешно требовал вырезать из фильма «Up Where We Belong», заявляя, что «песня не хороша. Это не хит».

## Релиз и награды
Сингл был выпущен лейблом Island Records и 6 ноября 1982 года занял верхнюю строчку американского чарта Billboard Hot 100, на которой пробыл три недели, а также достиг 7 строчки в UK Singles Chart.
В 1983 году «Up Where We Belong» получила премию «Золотой глобус» в номинации «Лучшая песня», а также премию «Оскар» в номинации «Лучшая песня к фильму». Также, в 1984 году песня получила премию BAFTA в номинации  «Лучшая песня». Кокер и Уорнс за «Up Where We Belong» получили премию «Грэмми» в номинации «Лучшее вокальное поп-исполнение дуэтом или группой» в 1983 году.

## Использование в поп-культуре
Песня была использована в следующих фильмах и сериалах:
- 1985: В эпизоде «The Chipmunks Go to Washington» мультсериала Элвин и бурундуки песню поют дуэтом Элвин и Бриттани.
- 1990: В эпизоде «Жизнь на быстрой дорожке» анимационного сериала Симпсоны. В финальной сцене, когда Мардж приходит на фабрику Гомера, что является остылкой к финальной сцене из «Офицер и Джентльмен».
- 1996: В эпизоде «The One with the Chicken Pox» телевизионного сериала Друзья. В финальной сцене, когда пародируется финальная сцена из «Офицер и Джентльмен».
- 2001: В эпизоде «Emission Impossible» анимационного сериала Гриффины. Стьюи Гриффин и Бертрам поют песню дуэтом для того чтобы вызвать у Питера слёзы.
- 2005:
  - В эпизоде «День эрекции» анимационного сериала Южный парк. Песня играет в сцене, когда Джимми несёт проститутку на руках. Эта сцена пародирует финальную сцену из «Офицер и Джентльмен».
  - В эпизоде «Everybody Hates Food Stamps» телевизионного сериала Все ненавидят Криса.
- 2007: В эпизоде «Крис» телевизионного сериала Молокососы.

## Позиции в чартах
| Чарт (1982-1983)                             | Позиция |
| -------------------------------------------- | ------- |
| Australia (Kent Music Report)                | 1       |
| Австрия (Ö3 Austria Top 40)                  | 14      |
| Бельгия/Фландрия (Ultratop 50)               | 32      |
| Canada (RPM)                                 | 1       |
| Canada Adult Contemporary (RPM)              | 2       |
| Finland (Suomen virallinen lista)            | 13      |
| songid field is MANDATORY FOR GERMAN CHARTS  | 6       |
| Ireland (IRMA)                               | 3       |
| Новая Зеландия (Recorded Music NZ)           | 3       |
| Норвегия (VG-lista)                          | 3       |
| Spain (AFYVE)                                | 2       |
| Швеция (Sverigetopplistan)                   | 3       |
| Швейцария (Schweizer Hitparade)              | 7       |
| United Kingdom (The Official Charts Company) | 7       |
| U.S. Billboard Hot 100                       | 1       |
| U.S. Billboard Hot Adult Contemporary Tracks | 3       |